# Le Corsaire aux jambes molles
Pour plus de détails, voir Fiche technique et Distribution.
Le Corsaire aux jambes molles (Clothes Make the Pirate) est un film muet américain de Maurice Tourneur, sorti en 1925.

## Synopsis
Boston dans les années 1750. "Tremble-at-Evil" Tidd, un tailleur dominé par sa femme, est la risée du voisinage à cause de sa timidité. Il rêve d'être un pirate et une nuit il s'habille en pirate, faisant ainsi peur à sa femme et aux voisins. Tidd se cache dans un canot où des boucaniers le confondent avec Dixie Bull, un pirate notoire. Il prend les commandes du vaisseau des pirates, où il retrouve certains de ses voisins qui ont rejoint l'équipage pour chercher fortune, mais ils ne le reconnaissent pas. Il prend une frégate anglaise, et pour la première fois da sa vie, il affirme son autorité. Lors de l'attaque d'une petite ville, Tidd capture le vrai Dixie Bull et devient un héros aux yeux de sa femme et de tout Boston.

## Fiche technique
- Titre : Le Corsaire aux jambes molles
- Titre original : Clothes Make the Pirate
- Réalisation : Maurice Tourneur
- Scénario : Marion Fairfax, d'après le roman Clothes Make the Pirate de Holman Francis Day[1]
- Direction artistique : Charles O. Seessel
- Photographie : Henry Cronjager, Louis Dunmyre
- Montage : Patricia Rooney
- Production : Sam E. Rork, Marion Fairfax
- Société de production : Sam E. Rork Productions
- Société de distribution : First National Pictures
- Pays de production :  États-Unis
- Langue originale : anglais
- Format : noir et blanc — 35 mm — 1,37:1 — Muet
- Genre : Comédie, aventure et historique
- Durée : 90 minutes
- Dates de sortie :
  - États-Unis : 29 novembre 1925

## Distribution
- Leon Errol : « Tremble-at-Evil » Tidd
- Dorothy Gish : Betsy Tidd, sa femme
- Nita Naldi : Madame De La Tour
- George F. Marion : Jennison
- Tully Marshall : Scute, le boulanger
- Frank Lawler : Crabb, l'aubergiste
- Edna Murphy : Nancy Downs
- James Rennie : Lieutenant Cavendish
- Walter Law : Dixie Bull
- Reginald Barlow : Capitaine Montague

## Autour du film
- Une bande annonce existe encore (disponible sur Archive.org), mais le film lui-même serait perdu.